# کاج مقدونیه‌ای
کاج مقدونیه‌ای (نام علمی: Pinus peuce) نام یک گونه از سرده کاج است.

## نگارخانه

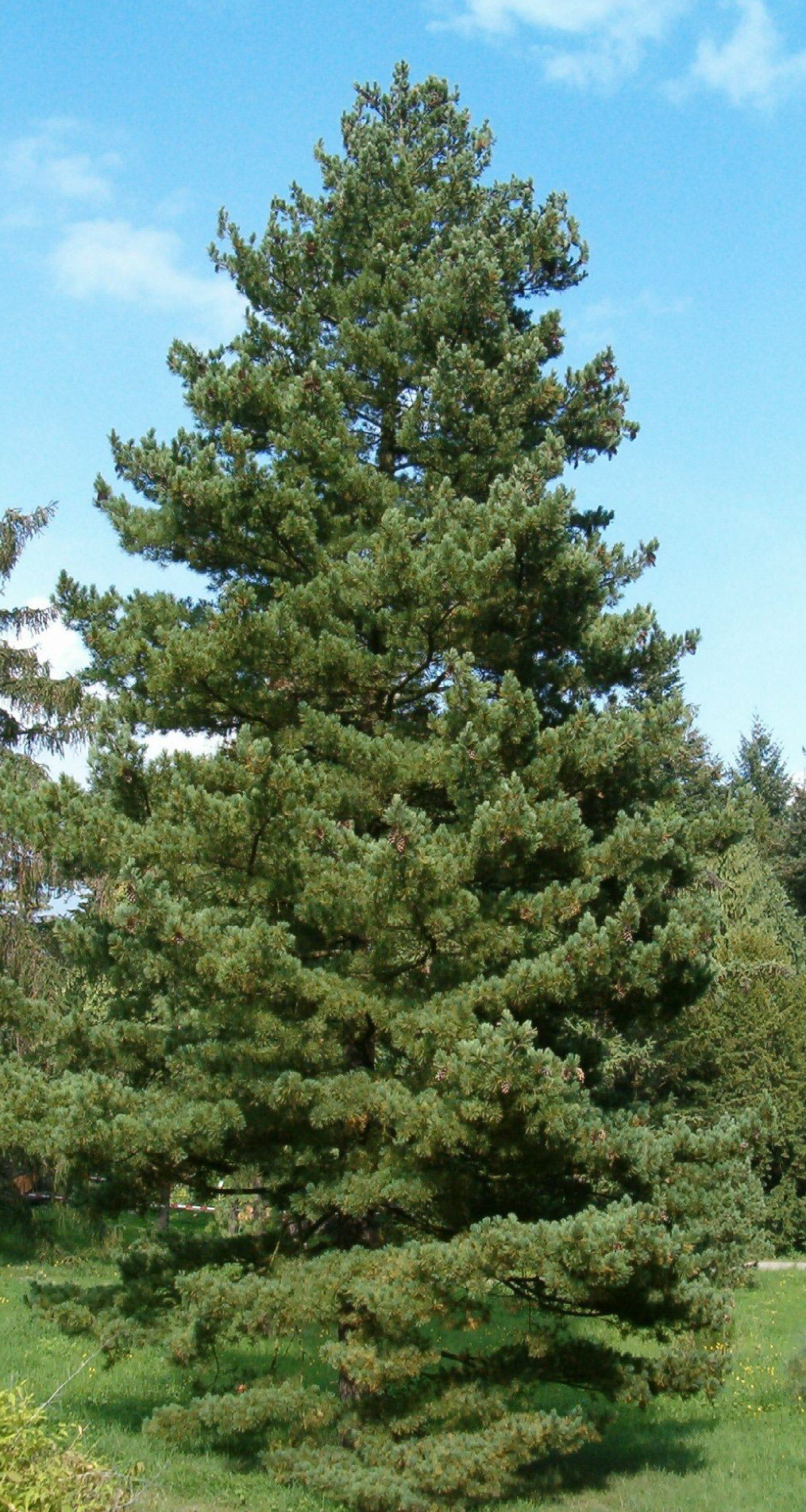
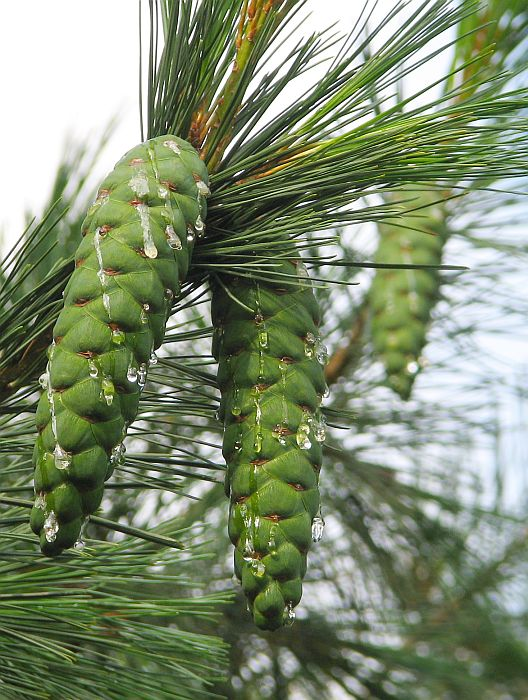